# Tegosa claudina
Espèce
Tegosa claudina est une espèce d'insectes lépidoptères de la famille des Nymphalidae, de la sous-famille des Nymphalinae et du genre Tegosa.

## Dénomination
Tegosa claudina a été décrit par Eschscholtz en 1821 sous le nom d’Acraea claudina.
Synonymes : Papilio thymetus Fabricius, 1787 ; Argynnis flavia Godart, [1824] ; Phycidoes liriope f. claudina ab. immaculata Hayward, 1935 ; Tegosa similis Higgins, 1981.

### Nom vernaculaire
Tegosa claudinase nomme Apricot Crescent en anglais.

## Description
Tegosa claudina est un papillon au dessus jaune d'or bordé de marron.

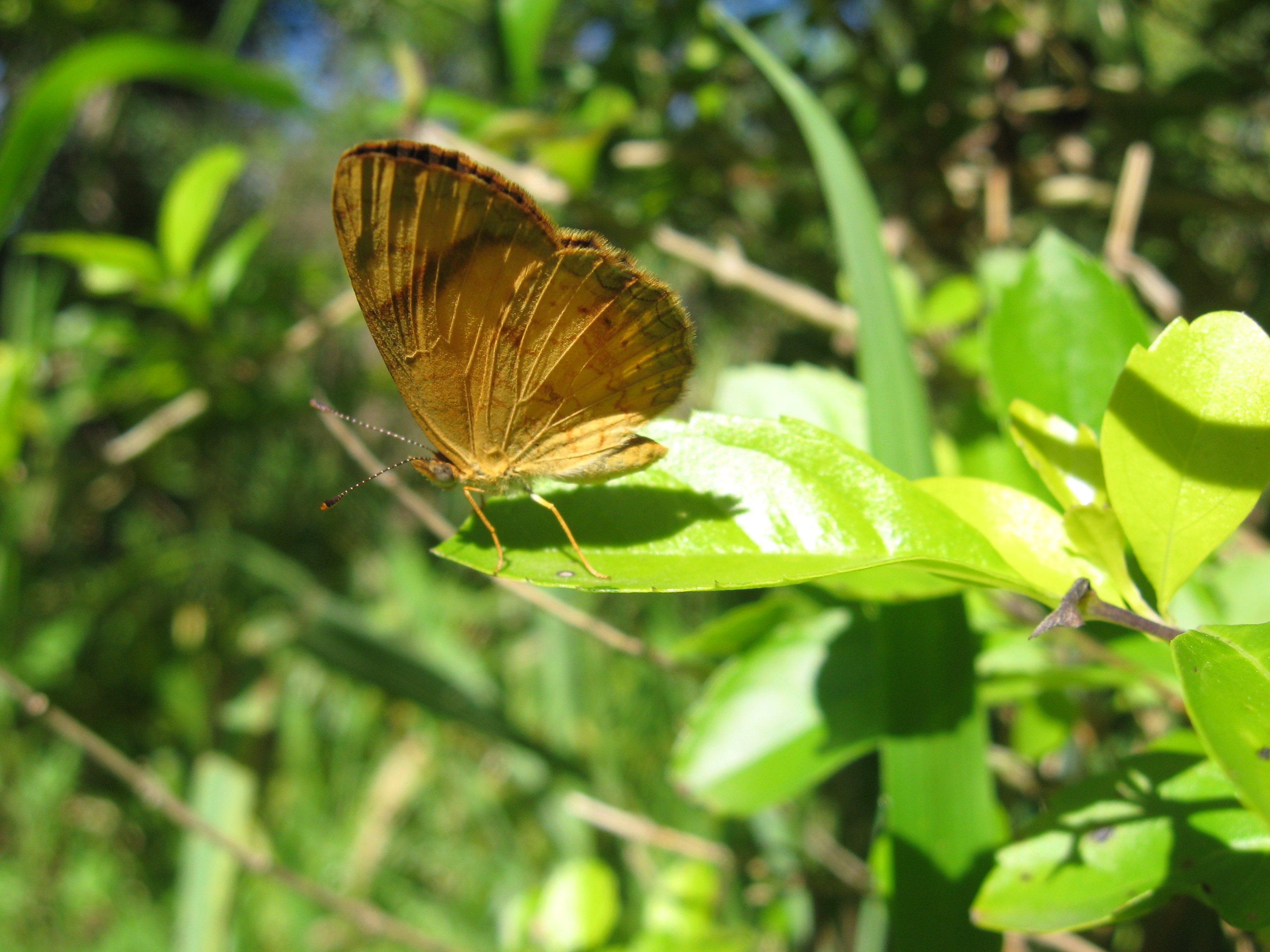
Revers

Le revers est jaune clair.

## Écologie et distribution
Tegosa claudina est présent au Mexique, au Guatemala, en Colombie, au Venezuela, à Trinité-et-Tobago, au Brésil, en Équateur, au Paraguay, en Argentine, au Pérou et en Guyane.

### Biotope
Tegosa claudina réside dans la forêt tropicale humide.

### Protection
Pas de statut de protection particulier.